# Ambassade

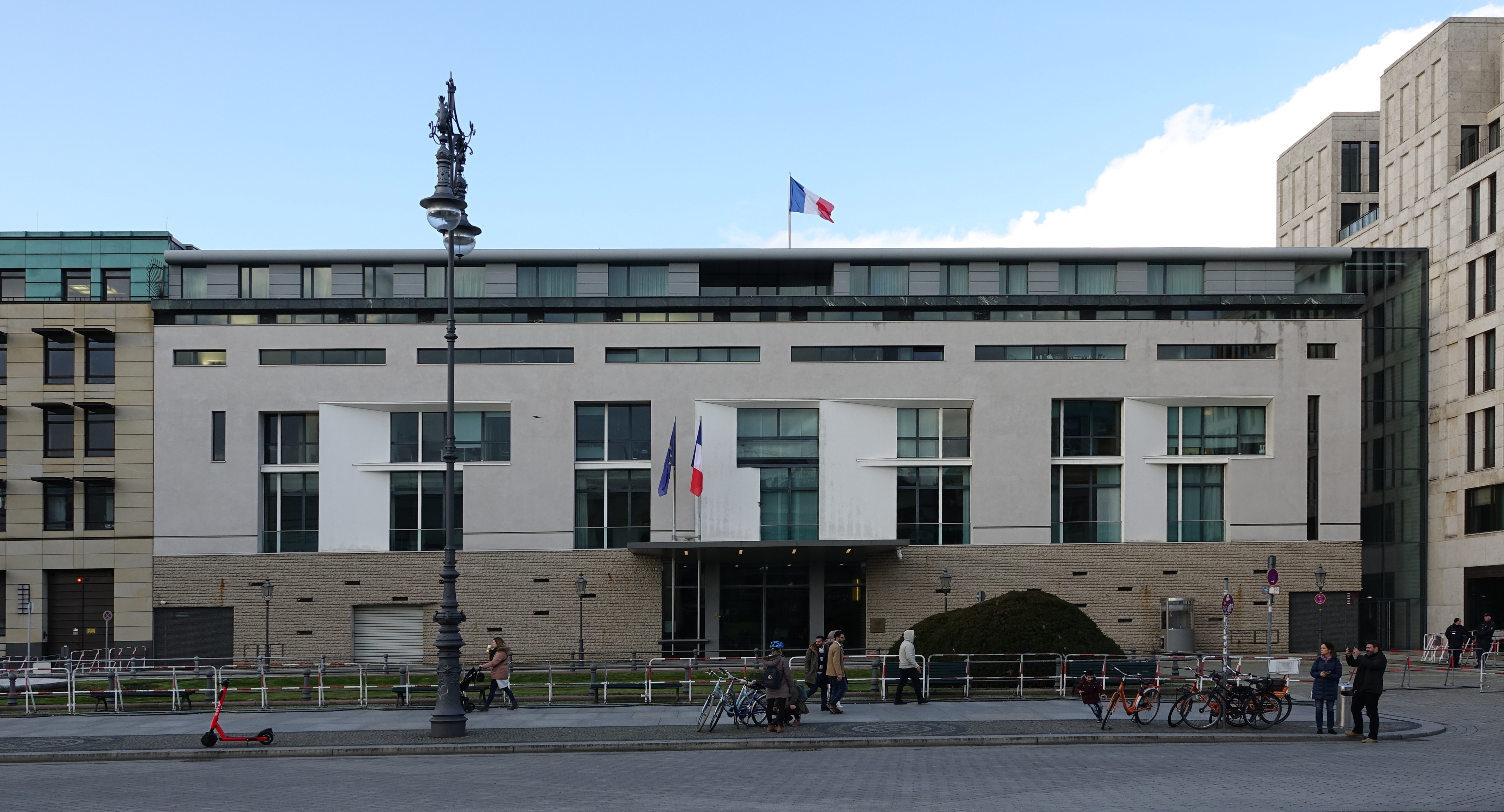
Ambassade de à Berlin.

Logo de l'Ambassade de en.

Une ambassade ou mission diplomatique est une représentation diplomatique d'un État auprès d'un autre. Par extension, le terme est utilisé pour désigner le lieu où sont situés les bureaux du personnel diplomatique. C'est souvent — mais pas toujours — la résidence de l'ambassadeur.
On parle aussi d'ambassade dans le cas d'une mission diplomatique ponctuelle : l'ambassade est alors composée d'un ambassadeur et de ses assistants, logés dans des locaux temporaires. Sa mission est généralement courte et limitée à la négociation d'un accord précis. Elle est devenue plus rare de nos jours, car la plupart des pays disposent de représentations permanentes dans les autres capitales et n'ont donc pas besoin d'envoyer des représentants temporaires.

## Étymologie
Le terme « ambassade » est attesté depuis le XIIIe siècle, et fut d'abord graphié ambaxade, conjointement, on trouve la forme ambaxée, enbasée, d'où l'anglais embassy. Il fut emprunté à l'italien ambasciata, lui-même issu du provençal ambaissada, ambayssada et qui remonte au latin médiéval d'origine germanique ambactia, ultimement du gaulois ambactos « celui qui conduit ; envoyé autour » (à l'origine, une sorte de client),,.

## Statut
L'ambassadeur est le représentant du Gouvernement d'un État auprès d'un autre.
L'inviolabilité des ambassades est garantie par l'article 22 de la convention de Vienne sur les relations diplomatiques. Les agents de l'État hôte n'ont pas le droit d'y pénétrer sans l'accord du chef de la mission,. L'État hôte doit prendre toutes les mesures nécessaires à la protection de la mission. « Les locaux de la mission, leur ameublement et les autres objets qui s’y trouvent, ainsi que les moyens de transport de la mission (voitures diplomatiques par exemple), ne peuvent faire l’objet d’aucune perquisition, réquisition, saisie ou mesure d’exécution. ». L'inviolabilité des locaux diplomatique est étendue au domicile de l'agent diplomatique.
La personne de l'agent diplomatique est inviolable et ne peut être arrêtée ou détenue. Il est immunisé de toute juridiction pénale, civile et administrative de l'État hôte.
Contrairement à une idée répandue, une ambassade n'est pas considérée comme faisant partie du territoire national du pays qu'elle représente. L'extraterritorialité des ambassades est une fiction juridique abandonnée au XIXe siècle,.
La communication de l'ambassadeur dans le cadre de sa mission diplomatique est inviolable.
Les actes de violation d'ambassades sont rares ; l'un des cas les plus connus eut lieu lors de la crise iranienne des otages. Les plus récentes violations de l'article 22 de la convention de Vienne ont eu lieu le 29 novembre 2011 à l'encontre de l'ambassade du Royaume-Uni en Iran, accompagnée du remplacement du drapeau britannique par l'étendard iranien et le 5 avril 2024 à l'encontre de l'ambassade du Mexique en Équateur au cours d'une intrusion de la police nationale équatorienne au sein même des locaux diplomatiques pour arrêter l'ex-vice-président équatorien Jorge Glas, accusé de détournement de fonds,,.

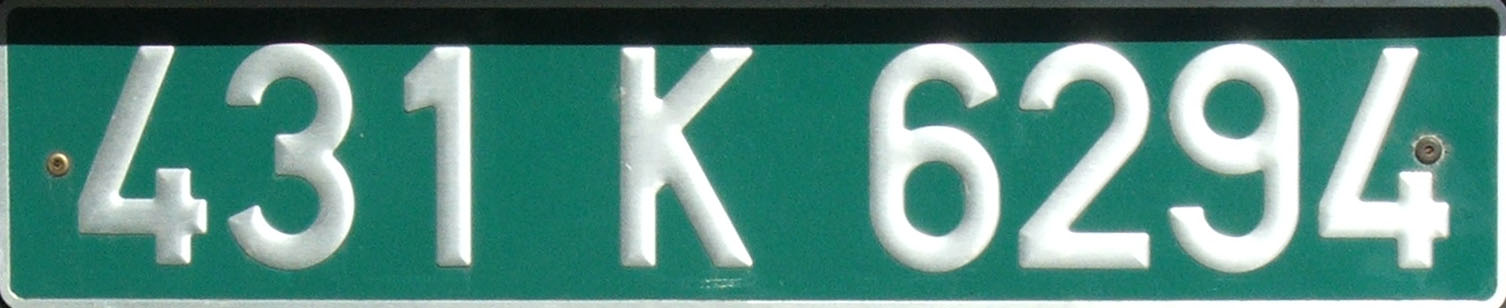
Plaque diplomatique française

Le personnel diplomatique d'une ambassade bénéficie généralement de l'immunité diplomatique, en accord avec l'article 31 de la convention de Vienne sur les relations diplomatiques, avec des nuances selon les postes : l'ambassadeur et les chefs de service bénéficient d'un passeport diplomatique, les autres personnels d'un passeport de service,.

## Missions
Bien qu'elles varient selon le pays, les missions suivantes sont fréquemment confiées aux ambassades.

### Relations diplomatiques
Le rôle principal d'une ambassade, et plus particulièrement celui de l'ambassadeur, est d'entretenir les relations diplomatiques avec le pays hôte. En cas de grave différend, ou de guerre civile, l'ambassade peut être fermée. En cas de rupture des relations diplomatiques, les ambassadeurs peuvent être amenés à quitter l'ambassade à la demande du pays hôte. Cette situation reste rare. Un ambassadeur peut être déclaré persona non grata et ainsi renvoyé dans son pays à tout moment par le pays hôte, sans qu'une raison n'ait à être exprimée.
En cas de guerre, il arrive que l'on ordonne aux ambassades concernées de détruire leurs documents secrets ou symboles,. La technique recommandée par la France est le brûlage.
Les ambassades entretiennent leurs relations diplomatiques, entre autres par le biais de documents classés secrets portant le nom de notes verbales. Elles sont inviolables, comme le reste de la correspondance diplomatique.
L'ambassade rassemble des personnes assurant une bonne image d'un pays, dans un pays étranger, tout en défendant ses intérêts,.

### Assistance et coopération
Les citoyens de l'Union européenne ont le droit de demander de l'aide à n'importe quelle ambassade d'un État membre de l'Union européenne, même si ce pays n'est pas le leur.

### Expatriés
L'ambassade d'un pays contient une section consulaire qui permet à ses expatriés d'effectuer un certain nombre de démarches administratives qui sont habituellement du ressort du consul, en dernier recours. Un expatrié peut aussi se mettre sous la protection de l'ambassade de son pays s'il estime que sa sécurité n'est pas garantie à l'extérieur (droit d'asile).
Cependant, une ambassade ne peut procéder au rapatriement d'un expatrié à ses frais, sauf dans un cas d'extrême gravité et sous condition d'un remboursement futur.

## Vie en ambassade
L'atmosphère de travail et les activités à l'intérieur de l'ambassade sont fortement marquées par le protocole inhérent aux relations diplomatiques et les mesures de sécurité. L'emploi du temps d'un ambassadeur comporte une multitude de réunions. C'est à l'ambassadeur de préparer la visite d'une personnalité importante.

### Asile politique

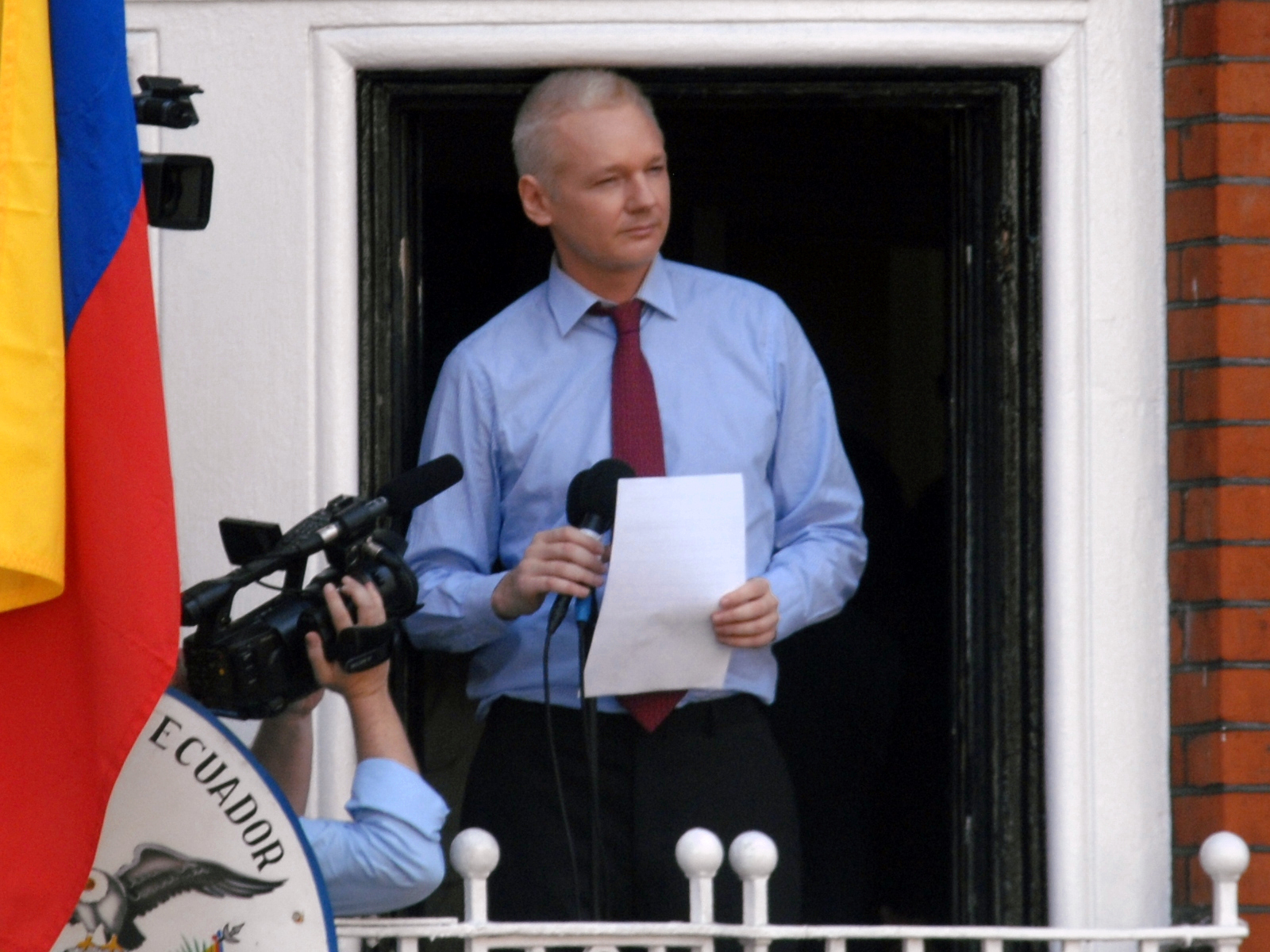
Julien Assange s’exprimant au balcon de l'ambassade équatorienne à Londres le 19 août 2012.

Le droit d'asile permet à un individu qui se sent menacé de trouver refuge, de demander l'asile politique. Ainsi, pour des raisons de sécurité, la vie dans une ambassade peut devenir nécessaire, comme ce fut par exemple le cas de Julian Assange, fondateur de WikiLeaks,,. En attendant que sa demande d'asile soit traitée, il obtient l'autorisation de rester à l'intérieur de l'ambassade de l'Équateur à Londres. Le 16 août 2012, Ricardo Patiño annonce que l'Équateur accorde l'asile politique à Assange.
Julian Assange reste confiné 2 487 jours dans l'enceinte de l'ambassade avant d'être arrêté en son sein. La pénétration dans l'ambassade étant interdite pour les policiers, c'est l'ambassadeur d'Équateur qui les y aurait invités.

## Dans la culture populaire
- Dans l'épisode Bart contre l'Australie des Simpson (saison 6, épisode 16), les Simpson se réfugient dans l'ambassade des États-Unis. De nombreux Australiens assiègent alors l'ambassade.
- Dans le jeu vidéo Operation Jupiter, un groupe terroriste a envahi une ambassade à Paris.
- Dans la série La Diplomate, Kate Wyler (jouée par Keri Russell) est nommée ambassadrice des États-Unis au Royaume-Uni.